# Convergentielijn

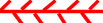
Convergentielijn

Een convergentielijn is een vore van lage druk zodat daar twee luchtstromingen naar elkaar toe waaien. Bijvoorbeeld wind vanuit het zuidwesten en zuidoosten. De vore ontstaat omdat de lucht onstabiel (koude bovenlucht) is en aan het aardoppervlak meestal vrij warm, zodat de lucht op gaat stijgen. 
Als de convergentielijn van zuid naar noord georiënteerd ligt, zal de wind uit het zuidwesten en zuidoosten komen. Een convergentielijn kan vooral in de zomer voor hevige onweersbuien zorgen. Een convergentielijn is vooral op de satellietbeelden te herkennen als een op-gelijnde wolkenband. Op de convergentielijn kunnen al uren cumuluswolken zitten. In de namiddag, als het warm en onstabiel genoeg is geworden, kunnen gemakkelijk buien ontstaan. In Nederland zie je vrijwel altijd dat er voor een koufront uit een convergentielijn zit, vaak triggert de convergentielijn de buien al, die dan de onstabiliteit 'opgebruiken'. Op een weerkaart is een convergentielijn meestal zichtbaar aan een knik in de isobaren.